# Imperium
Pour les articles homonymes, voir Imperium (homonymie).
Le terme latin d'imperium (« commandement ») désigne sous la Rome antique le pouvoir suprême détenu par le roi puis attribué à certains magistrats. L'imperium permet à son détenteur de jouir de deux formes de pouvoirs, le pouvoir militaire hors de Rome (imperium militiæ), et le pouvoir civil à Rome (imperium domi).
L'Imperium Romanum est probablement l'expression latine la plus connue où le mot imperium est utilisé dans le sens d'un « territoire », l'Empire romain, une partie du monde sur laquelle Rome régnait.

## Sous lamonarchie romaine
L'imperium est le pouvoir de commandement dès la monarchie étrusque (à savoir de 650 av. J.-C. jusqu'à 509 av. J.-C.). Selon l’historien Pierre Grimal, le fondement de l’imperium est le droit et le pouvoir de consulter les dieux, par le droit d’auspices, forme de divination par observation et interprétation des signes favorables ou défavorables exprimant la volonté des dieux : vols d’oiseaux, tonnerre ou foudre, etc.. De cette faculté sacrée de savoir si un acte public peut être entrepris avec de bonnes chances de succès découle un pouvoir sans restriction, sous deux aspects qui étaient appelés coercitio maior :
- L’imperium militiæ : pouvoir de convoquer le peuple et de lever les armées, de commander en vue de la défense et de la sécurité de la cité[2].
- L’imperium domi : pouvoir civil, son détenteur énonce le droit, ordonne et punit tout refus d'obéissance, organise la vie politique de la cité et est garant de l'ordre public  ainsi que de la sécurité publique. Il désigne les membres de son conseil et du Sénat, convoque et préside les réunions du Sénat[2].

Les emblèmes associés à l’imperium royal sont les suivants : la toge pourpre, la chaise curule, les faisceaux de verges et la hache portés par les licteurs, traduisant son droit de vie et de mort sur tout Romain. Ces emblèmes étaient, selon les Romains, d’origine étrusque, avis admis par les historiens modernes.
L’imperium n’est jamais vacant, car selon la tradition rapportée par Tite-Live, entre deux règnes, il revient à un interroi le temps qu’un nouveau roi soit désigné.
L'imperium avait une nature religieuse, qui résultait de deux rites par lesquels il était conféré : l’inauguratio (investiture augurale) et l’auspicatio (prise des auspices).

## Sous laRépublique romaine
Les consuls ou les préteurs, magistrats qui remplacent les rois, détiennent l'imperium, mais pour une durée limitée à un an. L'imperium devient ainsi un pouvoir que l'on se transmet d'un mandat au suivant, d'un consul à son successeur, qui est soit le consul désigné, soit un  dictateur. Cette continuité est nécessaire, car un titulaire de l'imperium doit obligatoirement être présent pour organiser la désignation de son successeur : convocation des comices centuriates, prise des auspices, supervision du vote, proclamation des résultats et transmission de l'imperium.
Dans les premiers temps de la République, lorsqu'il n'y a plus aucun magistrat en exercice détenteur de l'imperium, par disparition des consuls ou expiration de leur mandat, l'imperium revenait au Sénat romain, qui désignait parmi les siens un interroi. Ce roi intérimaire, nouveau titulaire de l'imperium, pouvait organiser les élections, ou après cinq jours d'interrègne, désigner un autre interroi. Ce processus se poursuivait jusqu'à l'élection des nouveaux consuls.
Au cours des Ve et IVe siècles av. J.-C., l'exercice de l'imperium par deux magistrats seulement se révéla de plus en plus difficile pour faire face à la lente expansion de Rome, aux guerres simultanées sur plusieurs fronts, à la gestion d'une ville et d'une population plus nombreuse. De surcroît, la volonté des plébéiens d'accéder aux magistratures suprêmes amenèrent selon les historiens modernes à diminuer les pouvoirs étendus des consuls. Les fonctions attachées à l'imperium durent être réparties en 367 av. J.-C. sur plusieurs magistrats : consuls, préteurs, titulaires de l'imperium, censeurs dépourvus de l'imperium.
L'extension territoriale de la domination romaine induisit une nouvelle attribution de l'imperium, par prolongation de l'imperium d'un consul ou d'un préteur, pour une durée d'un an et sur un territoire déterminé : cette prolongation accordée par le Sénat créa des promagistrats détenteurs de l'imperium : proconsul et propréteur.

## Sous l'Empire romain
Sous l'Empire, l'empereur est détenteur de l'imperium majus, pouvoir suprême. Auguste est le premier à qui est conféré l'imperium proconsulaire. Cet imperium majus ("supérieur") aurait été octroyé à Auguste le 23 mars de l'an 12 (PCN) par le Sénat. Cet imperium du prince n'arbore cependant cette forme supérieure que lorsque son pouvoir se retrouve confronté à celui d'un consul ou d'un proconsul dans une province sénatoriale. Dans ce cas de figure, le pouvoir de l'empereur supplanterait celui du gouverneur, mais uniquement sur les points de compétence fixés par la mission dont le prince est investi. Cette supériorité de son imperium va de pair avec une supériorité auspiciale du prince sur tous les magistrats.

## Sous la Papauté
Pendant tout le Moyen Âge, le Pape affirma qu'il possédait l'imperium, puisqu'il se considérait comme le successeur de Pierre, capable de lier et délier sur la terre, ainsi que le bienfaiteur de Constantin Ier.
Le pouvoir politique du Souverain pontife atteint son apogée avec le Pape Innocent III. Il a été réaffirmé dans la bulle Unam Sanctam et dans le Dictatus papæ. À plusieurs reprises, le Pape a couronné les empereurs et a délié les sujets de leur obéissance à un roi rebelle.
Dans les faits, l'imperium du Pape était depuis toujours contesté, d'abord par l'empereur Maurice Ier, qui se revendiquait comme le seul et unique empereur romain, notamment face à la dynastie carolingienne, et ensuite par le patriarche de Constantinople, qui se faisait appeler patriarche œcuménique et qui prenait parti dans la querelle du césaropapisme.
Sous le pontificat de Pie IX, la polémique sur la donation de Constantin, identifiée comme un faux datant du VIe siècle par Lorenzo Valla au XVe siècle, la prise de Rome (1870), la chute des États pontificaux et le Kulturkampf mettent définitivement fin aux prétentions temporelles du Pape. Les accords du Latran, signés en 1929 avec Mussolini nommés aussi Reconciliazione lui restaurent toutefois une portion de territoire dans la cité du Vatican et un titre de chef d'État symbolique, au nom desquels il dialogue avec les chefs d'État.

## Droit moderne
L'imperium est redécouvert sous la Renaissance pour mieux définir la place du roi face aux princes.
Par extension, en droit moderne, l'imperium est le pouvoir de commandement du juge, par opposition à sa iurisdictio, qui correspond à son pouvoir de dire le droit.
L'imperium est aussi un concept du colonialisme mobilisé par les empires européens pour légitimer leurs conquêtes coloniales.

## Dans la culture populaire
- J.K. Rowling, dans sa saga Harry Potter, donne à l'un des sortilèges dits « impardonnables » le nom d'imperium. Comme son nom l'indique, le sortilège de l'imperium permet de prendre le contrôle de tout être doté d'intelligence (humain ou animal).
- Dans le jeu vidéo A Plague Tale : Innocence, l'Imperium permet de prendre le contrôle des rats qui envahissent les villes durant l'épidémie de peste noire au XIVe siècle.
- Imperius, l'un des Archanges de Diablo, tire son nom de l'Imperium, il est d'ailleurs le chef militaire des Anges.
- Dans la saga Warhammer 40,000, l'Imperium désigne l'Empire humain, dans le même sens que l'Imperium Romanum.